# クリといつまでも
「クリといつまでも」は、SUPER CHIMPANZEEの楽曲。デビューシングルとして、タイシタレーベルから8cmCDで1991年9月26日に発売された。
1991年11月21日にはカラオケバージョンを収録した「クリといつまでものカラオケ付き」が8cmCDとして発売され、2001年6月25日には12cmCDとして再発売されている。2016年2月26日にはダウンロード配信、2019年12月20日にはストリーミング配信を開始した。

## 背景
1991年、桑田佳祐を中心に結成されたバンドである。
歌詞カードには南流石による振り付け、しりあがり寿により絵コンテ（マンガ）が描かれた振り付けのイラストが付いている。

## 収録曲
- 収録時間：8分28秒（1991年9月盤）、13分3秒（1991年11月盤）、13分5秒（再発盤）[4]

1. クリといつまでも (4:28)
（作詞・作曲：桑田佳祐 / 編曲：SUPER CHIMPANZEE）
ミュージック・ビデオが存在しており、女装姿の桑田が登場している。
2. 北京のお嬢さん (4:03)
（作詞・作曲：桑田佳祐 / 編曲：SUPER CHIMPANZEE）
桑田出演のキヤノン『VIDEO i』CMソング。
3. クリといつまでも (オリジナル・カラオケ) (4:34)
1991年11月盤と再発盤のみに収録されている。

## 参加ミュージシャン
- 桑田佳祐:Vocals(#1,2)
- 小林武史:Keyboards(#1～3)
- 小倉博和:Guitars(#1～3)、桶tion, Back Vocals(#1,3)、12 Strings Electric Guitar(#2)
- 佐橋佳幸:Ukulele(#1,3)、Electric Guitar(#2)
- 角谷仁宣:Computer Operation(#1～3)、Backing Vocals(#1,3)

## 収録アルバム
| 曲名             | 作品名              |
| ---------------- | ------------------- |
| クリといつまでも | フロム イエスタデイ |
| クリといつまでも | TOP OF THE POPS     |
| 北京のお嬢さん   | フロム イエスタデイ |

## ミュージック・ビデオ収録作品
| 曲名             | 作品名                                                     | 備考                     |
| ---------------- | ---------------------------------------------------------- | ------------------------ |
| クリといつまでも | Acoustic Revolution Live at Nissin Power Station 1991.3.26 | 2001年の再発盤のみ収録。 |
| 北京のお嬢さん   | 未収録                                                     |                          |

## カバー
クリといつまでも
1993年：チャーリー・ヤン - 香港の歌手・俳優。アルバム『愛的感覺』収録。広東語の歌詞でタイトルは「愛的魔法」。
2021年：山弦 - アルバム『TOKYO MUNCH』収録。